# Сан-Дзеноне-аль-По
Сан-Дзеноне-аль-По (итал. San Zenone al Po) — коммуна в Италии, находится в регионе Ломбардия, в провинции Павия.
Население составляет 569 человек (2008), плотность населения составляет 95 чел./км². Занимает площадь 6 км². Почтовый индекс — 27010. Телефонный код — 0382.
Покровителями коммуны почитаются святой Зенон, празднование во второе воскресенье июля, и святой апостол Варфоломей, празднование 24 августа.

## Демография
Динамика населения:

## Администрация коммуны
- Официальный сайт: http://www.sanzenonealpo.org/